# Genki (Maler)

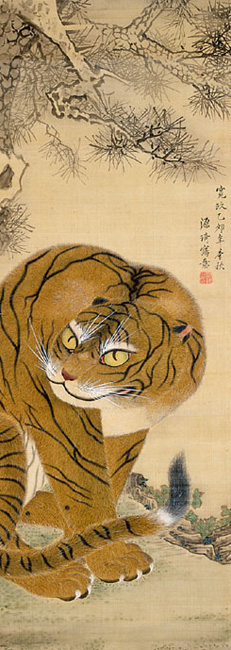
Genki: Löwe

Genki (japanisch 源琦, Rufname Yukinosuke (幸之助); geb. 12. Juni 1747; gest. 8. August 1797) war ein japanischer Maler der Maruyama-Shijō-Schule der mittleren Edo-Zeit.

## Leben und Werk
Genkis hieß eigentlich Komai Ki (駒井 琦). Aber weil er sich auf die Minamoto (sinojapanisch Gen) zurückführte, wird oft dieser Familienname mit dem nachgestellten Vornamen Ki zusammen geschrieben, was Genki ergibt. Er studierte Malerei unter Maruyama Ōkyo, dessen Stil er sich hervorragend aneignete. Er ist gut in der mehrfarbigen Malerei, in der Darstellung chinesischer Schönheiten, als sogenannte Hofdamenbilder, sowie in der Blumen- und Vögel-Thematik. Zusammen mit Nagasawa Rosetsu zählt er zu den besten Schülern Ōkyos, wobei Rosetsu mehr Ausdruckskraft, Genki eher eine ruhige Malweise zeigt.
Nach Ōkyos Tod 1795 unterstützte er dessen Sohn und Nachfolger Ōzui bei der Fortführung der Maruyama-Linie. Er starb allerdings bereits mit 50 Jahren und wurde im Myōsen-ji in Kyōto bestattet. – Sein bekanntestes Werk sind Wandmalereien (障壁画, Shōheki-ga), im Daijō-ji (大乗寺) in der am Japanischen Meer gelegenen Ortschaft Kami (香美町) in der Präfektur Kyōto.

## Bilder

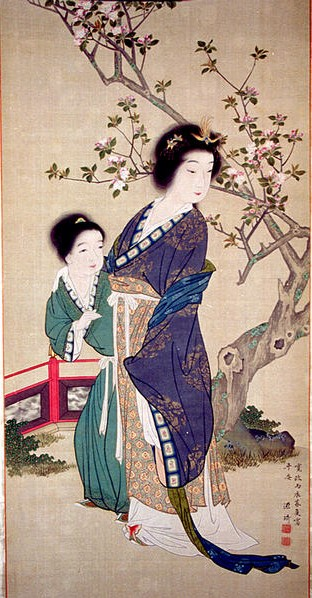
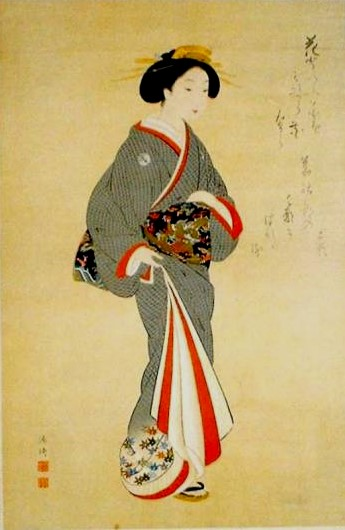
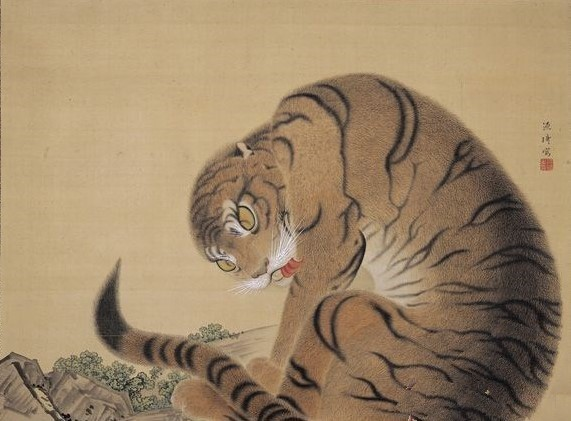